# Gorō Taniguchi
Gorō Taniguchi (谷口 悟朗?, Taniguchi Gorō; Prefettura di Aichi, 18 ottobre 1966) è un regista, scrittore, disegnatore e produttore giapponese. È uno dei più noti registi contemporanei dello studio Sunrise.

## Opere
Le opere di Gorō Taniguchi, in ordine cronologico. L'esordio per una data mansione è evidenziato in grassetto.

### Serie animate
| Titolo                                            | Mansione                                                | Anno |
| ------------------------------------------------- | ------------------------------------------------------- | ---- |
| Zettai Muteki Raijin-Oh                           | storyboard, regia episodi, background production        | 1991 |
| Genki Bakuhatsu Ganbaruger                        | storyboard, regia episodi                               | 1992 |
| Nekketsu Saikyo Gozaurer                          | storyboard, regia episodi                               | 1993 |
| Mobile Fighter G Gundam                           | storyboard, regia episodi                               | 1994 |
| Jūsenshi Gulkeeva                                 | storyboard, regia episodi                               | 1995 |
| New Mobile Report Gundam Wing                     | storyboard                                              | 1995 |
| Brave Command Dagwon                              | storyboard, regia episodi                               | 1996 |
| After War Gundam X                                | storyboard                                              | 1996 |
| Reideen the Superior                              | storyboard, regia episodi                               | 1996 |
| The King of Braves GaoGaiGar                      | storyboard, regia episodi                               | 1997 |
| Kochira Katsushika-ku Kameari Kōen-mae Hashutsujo | storyboard                                              | 1997 |
| Gasaraki                                          | assistente alla regia, storyboard, regia episodi        | 1998 |
| Mugen no Ryvius                                   | regia generale, storyboard, regia episodi               | 1999 |
| s-CRY-ed                                          | regia generale, storyboard, regia episodi               | 2001 |
| Daigunder                                         | storyboard                                              | 2002 |
| Shinkon Gattai Godannar: 1st                      | storyboard ep. 3                                        | 2003 |
| Planetes                                          | regia generale, storyboard management, regia episodi    | 2003 |
| Mai-HiME                                          | creative producer                                       | 2004 |
| Honey and Clover                                  | storyboard ep. 5                                        | 2005 |
| Gun X Sword                                       | regia generale, storyboard                              | 2005 |
| SoltyRei                                          | planning coordinator                                    | 2005 |
| Code Geass: Lelouch of the Rebellion              | regia generale, storia originale, storyboard management | 2006 |
| Bamboo Blade                                      | guest appearance                                        | 2007 |
| Code Geass: Lelouch of the Rebellion R2           | regia generale, soggetto originale                      | 2008 |
| Kurogane no Linebarrels                           | creative producer                                       | 2008 |
| Dogs: Stray Dogs Howling in the Dark              | assistente di produzione                                | 2009 |
| Yu-Gi-Oh! Zexal                                   | storyboard ep. 3 e 9                                    | 2011 |
| Fantasista Doll                                   | creative producer                                       | 2013 |
| Space Dandy                                       | storyboard ep. 7 e 14                                   | 2013 |
| Maria the Virgin Witch                            | regia                                                   | 2015 |
| Active Raid                                       | regia                                                   | 2016 |
| ID-0                                              | regia                                                   | 2017 |
| Revisions                                         | regia                                                   | 2019 |
| Back Arrow                                        | regista, co-creatore                                    | 2021 |
| Skate-Leading Stars                               | regia                                                   | 2021 |
| Estab Life: Great Escape                          | soggetto originale, creative supervision                | 2022 |

Film Anime
- Jungle Taitei - Yūki ga Mirai o Kaeru (regia; 2009)
- Code Geass Lelouch of the Re;surrection (regia; 2019)Code Geass: Fukkatsu no Lelouch Sequel Is One February 2019 Film - News - Anime News Network
- One Piece Film: Red (regia, storyboard; 2022)Code Geass' Goro Taniguchi Directs One Piece Film Red Opening on August 6, 2022 - News - Anime News Network
- Bloody Escape (soggetto originale, regia, sceneggiatura; 2024)Polgyon Pictures Produces New Bloody Escape Anime Film with Director Goro Taniguchi - News - Anime News Network

### Altri lavori
- One Piece: Taose! Kaizoku Gyanzac (regia; 1998) (OAV per il Super Jump Anime Tour)
- Kanzen Shōri Daitei Ō (storyboard; 2001)
- Code Geass: Jet-Black Renya (original script; 2010-2013) (manga)Code Geass: Shikkoku no Renya Manga to Launch in 2010 (Updated) - News - Anime News Network
- Atrail - Nisekawiteki Nichijou to Senmitsu Element (original script; 2015-2018) (manga)
- Estab Life: Unity Memories (soggetto originale, creative supervision; TBA) (videogioco)Goro Taniguchi's Estab-Life Project Unfolds as April TV Anime, Game, Anime Film - News - Anime News Network